# Byturidae
Los bitúridos (Byturidae) son una familia de coleópteros polífagos de distribución cosmopolita. Se conocen 16 especies, dos de las cuales se encuentran en España.

## Descripción
Son escarabajos de pequeño tamaño, con un tamaño de 2,5 a 5,5 mm. Tienen el cuerpo alargado, convexo y pubescente. La cabeza está insertada en el pronoto hasta los ojos. Las antenas son de 11 artejos con una maza terminal de tres segmentos. Los tarsos tienen 5 artejos, el 2º y el 3º lobulados por debajo.

## Ecología y hábitats
Los adultos se alimentan de flores de diferentes plantas. Las larvas se desarrollan en el receptáculo de las flores, en frutos o de las agallas de roble, por ejemplo, Xerasia grisescens.

## Géneros
Incluye los siguientes géneros:
- Subfamilia Byturinae
  - Géneros Byturus - Haematoides - Xerasia
- Subfamilia Platydascillinae
  - Géneros Bispinatus - Dascillocyphon - Platydascillus - Remigera